# Aduard
Aduard (Gronings: Auwerd) is een dorp in de gemeente Westerkwartier in de Nederlandse provincie Groningen met 2.095 inwoners op 1 januari 2023 (bebouwde kom). De woonplaats had op basis van postcodestatistieken op 1 januari 2022 in totaal 2.240 inwoners. Tot 1990 was Aduard een zelfstandige gemeente. In dat jaar werd het samen met de voormalige gemeenten Grijpskerk en Oldehove bij Zuidhorn gevoegd, en die gemeente ging op haar beurt in 2019 op in de gemeente Westerkwartier.

## Geschiedenis
Het dorp is ontstaan rond het cisterciënzersklooster dat hier in 1192 werd gesticht. Dit klooster van Aduard groeide uit tot het grootste en invloedrijkste van de Ommelanden. Op zijn toppunt bezat het meer dan 10.000 ha aan gronden, waarvan een deel in Friesland en Drenthe.
De voornaamste reden voor de enorme bloei van het klooster was dat het de ontginning en afwatering van de woeste gronden serieus ter hand nam. De monniken groeven het Aduarderdiep, legden de Aduarderzijl aan en stichtten verschillende voorwerken (uithoven), de boerderijen die bij het klooster behoorden.
Het klooster besloeg een groot deel van het huidige dorp, dat ooit groter was dan de toenmalige stad Groningen. Op 11 september 1580 werd het klooster grotendeels verwoest. Alleen het hospitium (de ziekenzaal), tegenwoordig in gebruik als kerk, bleef tot op de dag van vandaag bestaan.
Na de sloop van het klooster kwam ook de rechtstoel van Aduard aan de provincie Stad en Lande. De redger, ook wel aangeduid als grietman, werd door de provincie aangesteld, zijn Huis te Aduard is pas toen gebouwd en was daarmee een van de weinige borgen die niet voortkomen uit een steenhuis. Het geslacht Lewe van Aduard dankt er zijn naam aan. De borg werd in 1815 gesloopt.
De oude herberg van Aduard heeft op de nominatie gestaan om te worden gesloopt. Het werd door Geerhard en Petra Slenema gered en verbouwd tot restaurant, de "Herberg Onder de Linden". De herberg heeft een ster in de Michelin-gids.

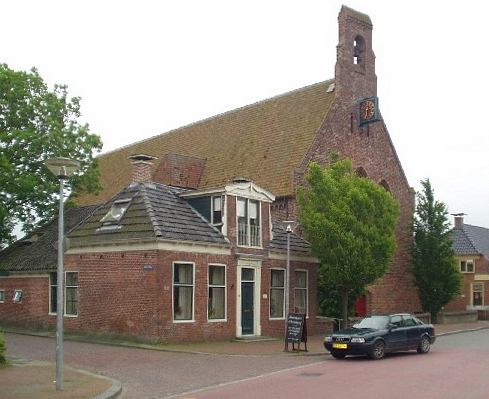
Kloosterkerk (voormalig hospitium)
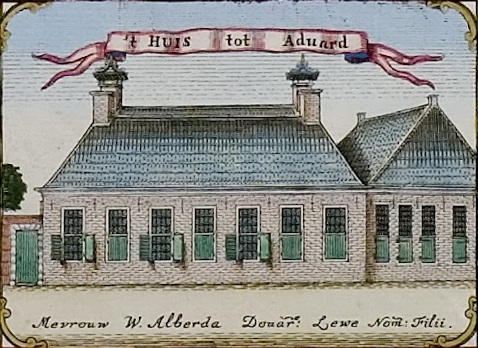
Het Huis te Aduard op de kaart van Theodorus Beckeringh (1781)
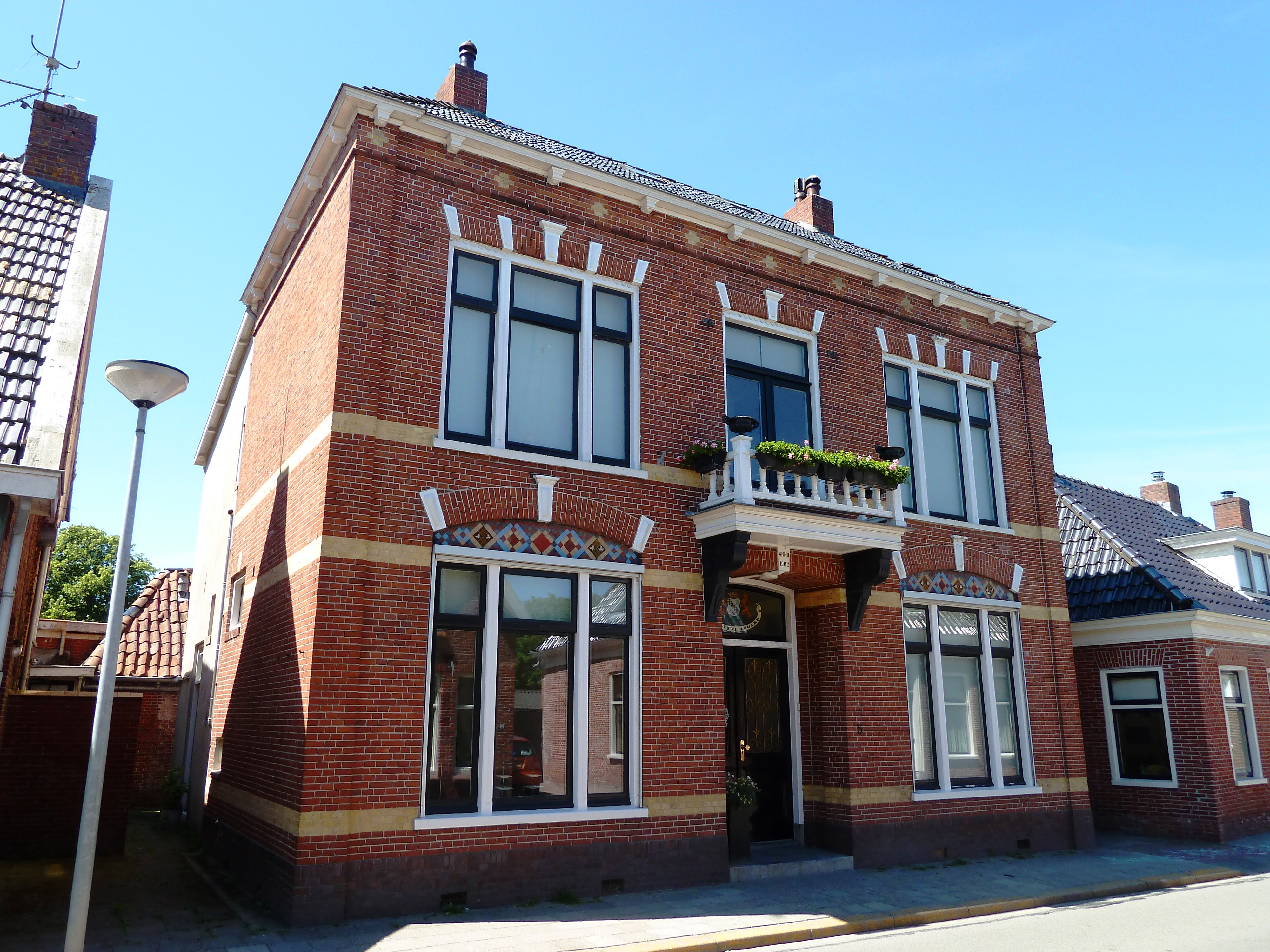
Het oude gemeentehuis, gebouwd in 1902
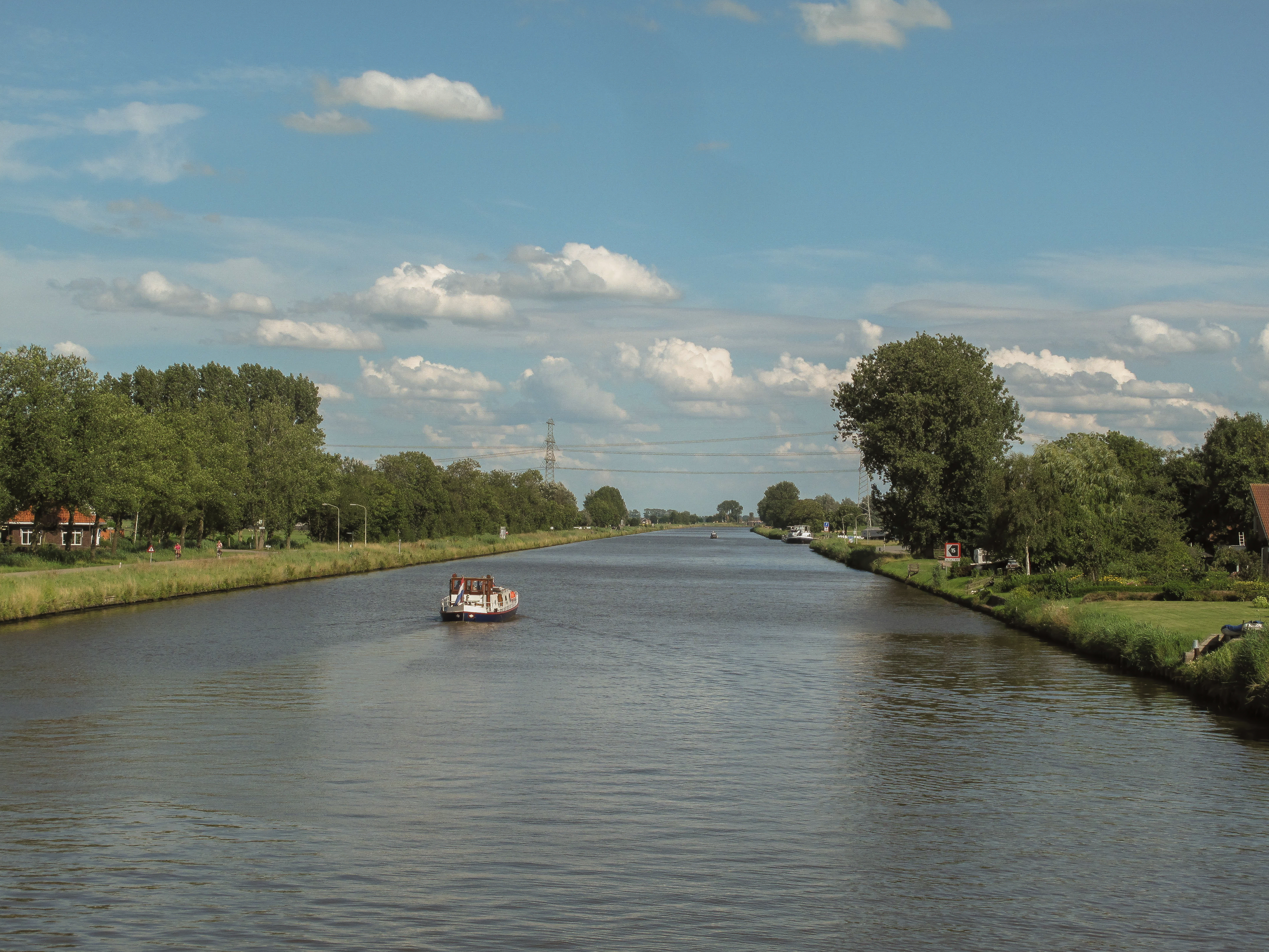
Het Van Starkenborghkanaal bij Aduard

## Wonen
Aduard is een dorp waarin woningbouw nog steeds uitbreidt. In de jaren 90 werden er woningen gebouwd in de wijk Westerham en aan de Wierum bij het Van Starkenborghkanaal. In 2004 kwam een plan met woningbouw aan de Kleiweg gereed. De oudste woning aldaar stamt uit 1900. Een aanvullend bestemmingsplan leidde tot bouw van meer woningen. De meest recente woning dateert uit 2017, waardoor Kleiweg 34 adressen ging tellen.

## Voorzieningen
Aduard is een compleet dorp qua voorzieningen. Er is een dorpshuis (De Meeden) met daarin een sporthal en de openbare bibliotheek. Daarnaast is er een sportpark met een drafbaan, voetbalvelden en een tenniscomplex. Aduard heeft verder een basisschool; in 2012 sloot de derde basisschool en in 2013 de tweede.
Aduard heeft een basispakket aan winkels (supermarkt, bakkerij, slagerij, groentezaak).
In juni 2013 maakte V&D bekend dat het concern in 2014 zijn distributiecentrum in Aduard (de grootste werkgever van het dorp) ging sluiten. Daarmee gingen 109 arbeidsplaatsen verloren.
Inmiddels is in het pand een distributiecentrum voor drogisterijartikelen gevestigd en een transportbedrijf.

## Sport
Sinds 1952 organiseert de Stichting Drafsport Aduard Zuidhorn draverijen op de grasbaan van Aduard.

Er is een motorfietsbaan op het sportpark van Aduard. De baan op het park is 800 meter lang en is geschikt voor de WK Grasbaan en Zandbaanraces.

## Voormalige gemeente
De voormalige gemeente Aduard bestond naast het hoofddorp uit de dorpen, gehuchten en buurtschappen Aduarder Voorwerk, Den Ham, Den Horn, Fransum, Fransumer Voorwerk, Gaaikemadijk, Hoogemeeden, Lagemeeden, Nieuwklap, Steentil en (gedeeltelijk) Wierumerschouw.

## Geboren in Aduard
- Jan Klazes Doornbos (1885-1958), burgemeester
- Jochem Kazemier (1913-1945), verzetsstrijder
- Piet Wiersma (1946-2003), organist
- David Kuiper (1980), roeier
- Stevin Hilbrands (1987), oud-langebaanschaatser en tegenwoordig model in Milaan
- Pim Cazemier (1989), langebaanschaatser en wielrenner
- Leonard Nienhuis (1990), profvoetballer

## Trivia
- In de maand juni wordt op het terrein van Sportpark Aduard de jaarlijkse harddraverij verreden. Op 18 oktober 2008 werd daar ook het wereldkampioenschap grasbaan gehouden.[4]